# Athelduchess (Schiff, 1929)
Die Athelduchess war ein 1929 gebauter Melassetanker, der 1943 bei einer Strandung in zwei Teile zerbrach, 1947 ein neues Vorschiff und einen neuen Namen erhielt, und 1971 – nach Umbau zum Massengutfrachter und nicht ohne kurz zuvor ein zweites Mal zu stranden – abgewrackt wurde.

## Bau und technische Daten
Das Schiff lief am 12. Februar 1929 auf der „Glen-Yard“-Werft von William Hamilton & Co. in Port Glasgow mit der Baunummer 406 vom Stapel. Es wurde im April 1929 fertiggestellt und an die 1926 gegründete United Molasses Co. ausgeliefert, die weltweit mit Melasse und Melasseprodukten handelte. Das Schiff war 144,78 m lang und 19,29 m breit, hatte 8,20 m Tiefgang und 10,67 m Seitenhöhe, und war mit 8940 BRT und 5229 NRT vermessen. Die Antriebsanlage bestand aus zwei einfachwirkenden Sechs-Zylinder-Viertakt-B&W-Schiffsdieseln von John G. Kincaid & Co. in Greenock mit einer Leistung von 2880 PS (2840 bhp) und zwei Schrauben.

## Schicksal
Wie die große Mehrzahl der Tanker der United Molasses Co. musste auch die Athelduchess während der Weltwirtschaftskrise Anfang der 1930er Jahre lange Zeit aufgelegt werden, bis der Melassehandel wieder aufblühte und die Schiffe der Gesellschaft wieder zwischen der Karibik und Großbritannien, in geringerem Maße auch noch zwischen Java und Großbritannien verkehrten.
Nach dem Ausbruch des Zweiten Weltkriegs wurde das Schiff von der Admiralität zum Dienst im Royal Fleet Auxiliary requiriert und als Öltanker eingesetzt. Bereits im September 1939 lief sie mit ihrem ersten Konvoi, dem Konvoi SL2, von Freetown (Sierra Leone) nach Liverpool. In der Folge fuhr sie teils in Konvois, teils allein im Nord- und Südatlantik, im Mittelmeer, sowie im Indischen Ozean, Persischen Golf und Roten Meer.
Im Januar 1940 brachte die United Molasses Co. alle ihre Schiffe in ihre zu diesem Zweck neugegründete Tochtergesellschaft Athel Line Ltd. in Liverpool ein.

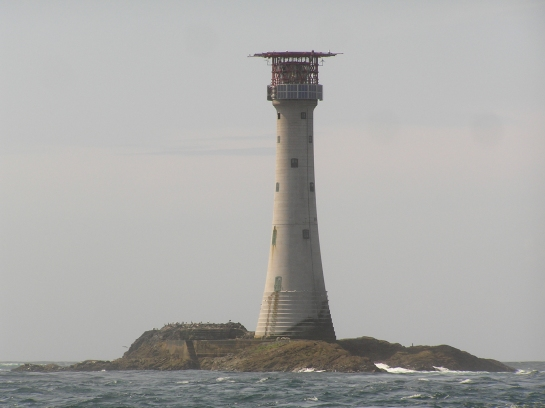
Smalls Lighthouse

In der Nacht vom 20. zum 21. August 1943 lief die Athelduchess mit einem für New York bestimmten Konvoi aus Milford Haven (Wales) aus. Sie fuhr in Ballast und wurde bei der Formierung des Konvois bei Windstärke 8 von Südwesten beim Smalls Lighthouse auf die Felsen der „Smalls“ im St.-Georgs-Kanal, etwa 30 Seemeilen westlich von Milford Haven, gedrückt und zerbrach in zwei Teile. Während das Vorderschiff abtrieb und schließlich sank, blieb das hintere Teil schwimmfähig und wurde am folgenden Morgen auf der Position 51° 43′ N, 5° 42′ W von dem Bergungsschiff Ranger und den Schleppern Abeille IV und Abeille 21 aufgenommen und dann von den beiden Schleppern in die Dale Roads auf der Nordseite des Milford Haven Waterways geschleppt und dort auf den Strand gesetzt. Die gesamte Besatzung von 62 Mann wurde gerettet.
Bis 1947 lag das Heckteil in der Bucht von Dale; ein Schiffsoffizier, ein Maschinist und ein Steward waren an Bord und ließen die Maschinen regelmäßig laufen. Dann verkauften es die Versicherer, denen das Wrack gehörte, an Yngvar Hvistendahl aus Tønsberg (Norwegen), der im Devonport Naval Dockyard dem Schiff ein neues Bugteil anbauen und das Mittelschiff teilweise umbauen ließ und es nach Fertigstellung im Dezember 1947 unter dem neuen Namen Milford für seine Partrederiet Milford in Dienst stellte. Die Milford war 149,96 m (Lüa) bzw. 144,78 m (LzdL) lang und 19,29 m breit, hatte 8,64 m Tiefgang und 10,67 m Seitenhöhe, war mit 8971 BRT und 5902 NRT vermessen und hatte eine Tragfähigkeit von 13.774 tdw.
In der Folge änderten sich die Besitzverhältnisse des Schiffs praktisch alle zwei Jahre. 1954 verkaufte Hvistendahl das Schiff für 75.000 £ an die Société Commerciale Antoine Vloeberghs in Antwerpen, die es in Jean-Marie (ihr zweites Schiff dieses Namens) umbenannte und als stationäres Öltanklager in Antwerpen nutzte. Bereits 1956 erfolgte ein erneuter Verkauf, diesmal an die Compania Naviera Mara Ltda. in Liberia, die das Schiff in Mano umbenannte und 1957 zum Massengutfrachter mit vier Laderäumen umbauen ließ. Es war nun 149,96 m lang und 19,29 m breit, hatte 9,57 m Tiefgang, war mit 9150 BRT und 5987 NRT vermessen und hatte 13.410 tdw Tragfähigkeit. Gleichzeitig erhielt es eine neue Maschinenanlage, zwei einfachwirkende 12-Zylinder-Viertakt-Dieselmotoren mit zusammen 4200 bhp von Mirrlees, Bickerton & Day in Stockport.
Die Motorlines Ltd. aus Nassau (Bahamas) kaufte das Schiff 1959 und nannte es Bahama Count. 1962 wurde es an die A/S Asplund (Manager: Rønneberg & Galtung) in Moss (Norwegen) verkauft und Ronga genannt. 1964 kam es durch Verkauf an die in Liberia registrierte Compania de Naviera Victoria Neptuno S.A., Tochtergesellschaft der Teh-Hu Steamship Company (Hong Kong) Ltd., und wurde in Billy umbenannt. Und 1966 ging es ohne erneute Namensänderung an die ebenfalls zur Teh-Hu SS Co. gehörende Compania Naviera Pearl S.A. in Liberia.
Am 17. August 1971 wurde das Schiff vom Taifun Rose auf die Küste der Insel Lantao in Hongkong geworfen und so schwer beschädigt, dass es als Totalschaden deklariert wurde. Es wurde danach zum Abwracken verkauft, schwimmfähig gemacht und nach Kaohsiung (Taiwan) geschleppt, wo es am 8. November 1971 ankam und dann abgebrochen wurde.